# Разгон демонстрации буддистов в Хюэ

Буддистский флаг

Разгон демонстрации буддистов в Хюэ — события 8 мая 1963 года в Республике Вьетнам (Южный Вьетнам), когда тысячи буддистов вышли на демонстрацию в городе Хюэ, требуя свободы вероисповедания.

## События
Демонстрация была приурочена к празднику Весак (Phật Đản), верующие протестовали против дискриминации буддистов со стороны Римско-католической церкви, запретов на вывешивание буддийских флагов и совершение религиозных обрядов и церемоний. По толпе были произведены выстрелы, и были брошены несколько гранат, девять мирных жителей погибли.
Правительство Нго Динь Зьема отказалось взять ответственность за инцидент, обвинив в случившемся вьетконговцев, что только привело к росту недовольства среди большинства буддистов.

## Последствия
Возникшее напряжение вылилось впоследствии в так называемый буддистский кризис и крупномасштабные акции неповиновения в Республике Вьетнам, а 1 ноября 1963 года произошёл военный переворот, в результате которого президент Нго Динь Зьем был убит.